# Esteban José Martínez Fernández y Martínez de la Sierra

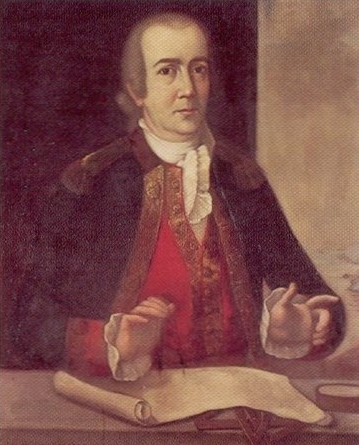
Retrato de Esteban José Martínez Fernández y Martínez de la Sierra (ca. 1785).

Esteban José Martínez Fernández y Martínez de la Sierra, o simplemente Esteban José Martínez (Sevilla, 1742-1798), fue un oficial naval español del siglo XVIII que participó en varias expediciones de exploración de la costa pacífica de Norteamérica: en 1774 era el segundo a bordo de la fragata Santiago, pilotada por Juan José Pérez Hernández. Fueron los primeros miembros de una nación europea en contactar con los haida; en 1788 dirigía su propia expedición en las costas de Alaska, la primera que entró en contacto con los rusos; y, en 1789, encabezaba una expedición destinada a construir un fuerte en la isla de Nutca y que desencadenó un conflicto que casi llevó a la guerra a España y al Reino Unido y que dio lugar a las convenciones de Nutca.

## Biografía
En 1755 o 1756 Martínez se unió a la escuela de marina del Colegio de San Telmo, en Sevilla, una escuela para pilotos. En 1773, fue asignado como piloto segundo en el Departamento Naval de San Blas en el Virreinato de la Nueva España (hoy México).

## La exploración del Pacífico Noroeste
Los españoles habían explorado y reclamado la región del Pacífico Noroeste ya en 1774 en una expedición comandada por Juan Pérez, y en 1775 en otra al mando de Bruno de Heceta y Juan Francisco de la Bodega y Quadra. En la expedición de 1774, Pérez era segundo de Martínez, al mando de la fragata Santiago. La expedición tuvo el primer contacto de europeos conocido con los indígenas haida de la islas de la Reina Carlota en julio de 1774. La colonización de la América rusa, hoy Alaska, era una amenaza para las reivindicaciones de la soberanía española en la parte alta del Pacífico noroeste .

### La expedición a las costas de Alaska (1788)
Durante la guerra entre España y Gran Bretaña, el puerto de San Blas se dedicó al esfuerzo de guerra en las Filipinas y los viajes de exploración fueron suspendidos. El apoyo de la Alta California, que dependía de San Blas, fue mínimo. En 1786 la Alta California se había vuelto casi autosuficiente y cuando la paz con Gran Bretaña fue restaurada, después del Tratado de París, se hicieron de nuevo posibles más viajes a las costas del Pacífico.
En marzo de 1788, fueron enviados al norte dos barcos desde San Blas para investigar la actividad de los rusos. Martínez, en el Princesa, estaba al mando de la expedición, e iba acompañado por el San Carlos a las órdenes de Gonzalo López de Haro, con José María Narváez como piloto. Los barcos llegaron al Prince William Sound en mayo. Buscando evidencias del comercio de pieles ruso las naves se dirigieron hacia el oeste. En junio Haro alcanzó la isla de Kodiak y supo por los indígenas que había un puesto ruso cerca.
El 30 de junio de 1788, Haro envió a Narváez en un bote a buscar el puesto ruso en Three Saints Bay. Narváez encontró el puesto, convirtiéndose en el primer español en entrar en contacto con un gran contingente de rusos en Alaska. Narváez se reunió con el comandante ruso, Evstrat Delárov y lo llevó de regreso al San Carlos para que se entrevistase con Haro; luego lo devolvió a su puesto de avanzada. Delárov dio a Narváez un mapa ruso de la costa de Alaska y le indicó la ubicación de los siete puestos rusos que tenían ya cerca de 500 hombres. Delárov también le dijo a Narváez que los rusos querían ocupar el estrecho de Nutca, en la costa oeste de isla de Vancouver (actual Columbia Británica).
Después del encuentro, Haro navegó hacia el este y se unió a Martínez en la isla Sitkinak. Con la información proporcionada por Delárov, la expedición viajó a la isla de Unalaska, donde había un importante puesto ruso, también llamado Unalaska, bajo el mando de Potap Kuzmich Zaikov. Martínez llegó el 29 de julio y Haro lo hizo el 4 de agosto. Zaikov dio a Martínez tres mapas que comprendían las islas Aleutinas. También le confirmó que los rusos tenían previsto tomar posesión de Nootka Sound al año siguiente.9 Zaikov le explicó que dos fragatas rusas estaban ya en camino, y una tercera iba a navegar hasta el Nootka Sound. Se estaba refiriendo a la expedición de 1789 de Joseph Billings, pero exagerando mucho su misión. La visita a Unalaska marca el punto más occidental alcanzado durante los viajes españoles en la exploración de Alaska.
La expedición española dejó Unalaska el 18 de agosto de 1788, emprendiendo rumbo sur hacia California y México. Debido al creciente conflicto entre Martínez y Haro, los barcos perdieron el contacto a los tres días, navegando hacia el sur por separado. Martínez había permitido esto, pero ordenó a Haro reunirse con él en Monterey, California. Pero durante el viaje al sur Haro, con el apoyo de Narváez y los otros pilotos, declaró que su barco ya no estaba bajo el mando de Martínez y navegaron de regreso a San Blas por su cuenta, llegando el 22 de octubre de 1788. Martínez pasó un mes en Monterrey en espera de Haro y llegó a San Blas en diciembre, encontrándose frente a varios cargos por un liderazgo irresponsable. Pronto recuperó el favor y fue puesto a cargo de una nueva expedición para ocupar el estrecho de Nutca antes de que los rusos lo hicieran.

### La expedición para la toma de posesión del estrecho de Nutca (1789)
En 1789, el Virrey de la Nueva España, Manuel Antonio Flores, instruyó a Martínez para que ocupase preventivamente el estrecho de Nutca para construir un asentamiento y una fortaleza y dejar claro que España estaba erigiendo un establecimiento oficial. Martínez, en ese momento ya piloto primero y alférez de navío, encabezó una expedición que consistía en el buque de guerra La Princesa, a su mando, y el buque de suministro San Carlos, dirigido por  Gonzalo López de Haro. Llegaron a Nutca el 5 de mayo de 1789 y encontraron allí a dos barcos estadounidenses, el Columbia, a las órdenes de Robert Gray, y la Lady Washington, al mando de John Kendrick, que habían invernado en la isla y que se dedicaban al comercio de pieles. Sus capitanes adujeron que habían recalado allí por las malas condiciones climáticas, por lo que Martínez les dejó partir. Se encontraba también en la isla el paquebote de bandera portuguesa Iphigenia Nubiana perteneciente a capitales británicos ligados a John Meares, un comerciante de pieles británico que ya había utilizado el estrecho de Nutca como base de operaciones y que afirmaba haber comprado de tierras a los indígenas nuu-chah-nulth. Poco después de la llegada de Martínez, apareció el paquebote británico Argonauta, al mando del capitán James Colnett, quien transportando mercaderías, pretendía fortificarse en la isla. Martínez apresó al Argonauta y al Iphigenia Nubiana. Poco después llegaron a la isla dos barcos británicos más, la balandra Princess Royal (Princesa Real), al mando de Thomas Hudson y la goleta Northwest América. Martínez procedió a detenerlas el 5 de junio y el 2 de julio. Bautizó el estrecho de Nutca como Puerto de San Lorenzo de Nuca y en el islote de San Miguel o isla de los Cerdos, se construyó un asentamiento, llamado Santa Cruz de Nuca, que comprendía casas, un hospital y el presidio Fuerte de San Miguel. A finales de julio, siguiendo sus órdenes, abandonaron el establecimiento y regresaron a San Blas, en la Nueva España, con los buques capturados y las tripulaciones retenidas.
Estos acontecimientos en el estrecho de Nutca llevaron a la conocida como crisis de Nutca, un conflicto entre el reino de España y el Reino Unido de la Gran Bretaña sobre la colonización y el acceso territorial a la costa del Pacífico noroeste de América del Norte. Martínez cayó en desgracia debido a sus acciones en el incidente y con el nombramiento de un nuevo virrey en octubre de ese mismo año, Juan Vicente de Güemes, conde de Revillagigedo. Ante el inminente conflicto el gobierno español decidió fortificar Nutca y establecerse allí de forma permanente, y en abril de 1790 envió al teniente de navío Francisco de Eliza para dirigir el asentamiento junto con 76 hombres de la Primera Compañía Franca de Voluntarios de Cataluña comandados por Pere d'Alberní i Teixidor. La presencia de los voluntarios catalanes es el motivo por el que en los dibujos realizados por la expedición de Alejandro Malaspina, que pasó por Nutca en el verano de 1791, aparezcan numerosos individuos portando la típica barretina.
Una serie de convenios —suscritos en 1790, 1793 y 1794, y conocidos globalmente como Convenciones de Nutca— evitaron la guerra y en 1792 Juan Francisco de la Bodega y Quadra, volvió a Nutca para llevar a cabo diplomáticamente, junto con el capitán británico George Vancouver, la aplicación del primero de tales acuerdos.